# Dia do Amigo

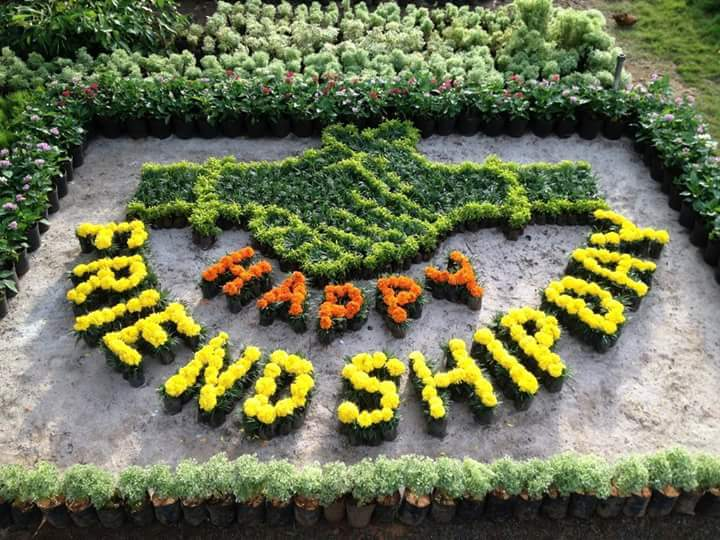

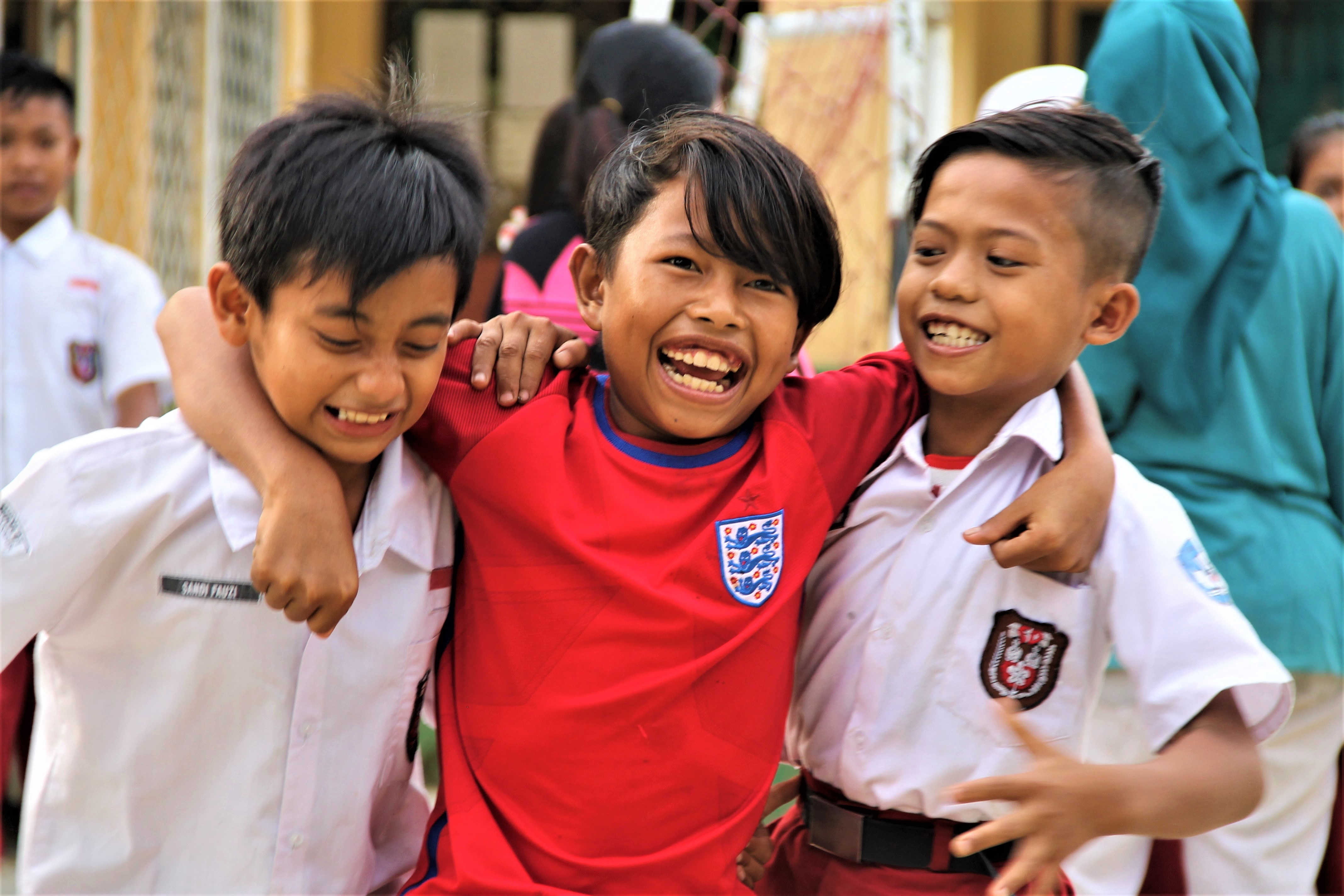

Dia do Amigo é uma data proposta para celebrar a amizade entre as pessoas. No Brasil, Uruguai, Argentina e Moçambique a data mais difundida para esta celebração é 20 de julho, aniversário da chegada do homem à lua. Em 27 de abril de 2011, a Assembleia Geral das Nações Unidas resolveu convidar todos os países membros a celebrar o Dia Internacional da Amizade em 30 de julho.

## Origem
Durante o século XXI, foram criadas várias iniciativas para a celebração de um Dia da Amizade em distintas partes do Mundo. Nos Estados Unidos e em partes da Ásia divulgou-se o primeiro domingo de agosto como o dia de entrega de cartões e presentes entre amigos, e celebrações similares se formaram em distintos países da América do Sul e Europa em diferentes datas.
A iniciativa para o estabelecimento de um Dia do Amigo reconhecido internacionalmente teve como antecedente histórico a Cruzada Mundial da Amizade, que foi uma campanha em favor da valorização e realce da amizade entre os seres humanos, de forma a fomentar a cultura da paz. Foi idealizada pelo médico Ramón Artemio Bracho em Puerto Pinasco, Paraguai em 1958. A partir desta ideia, se fixou o 30 de julho como Dia da Amizade.
Na Argentina, a data foi criada pelo professor e médico argentino Enrique Ernesto Febbraro, membro do Rotary Club de San Cristóbal, Argentina. Com a chegada do homem à lua, em 20 de julho de 1969, ele enviou cerca de quatro mil cartas para diversos países e idiomas com o intuito de instituir o Dia do Amigo. Febbraro considerava a chegada do homem a lua "um feito que demonstra que se o homem se unir com seus semelhantes, não há objetivos impossíveis".

### Resolução das Nações Unidas
Em 27 de abril de 2011, durante o sexagésima quinta sessão da Assembleia Geral das Nações Unidas, dentro do tratamento da "Cultura de paz", se reconheceu "a pertinência e a importância da amizade como sentimento nobre e valioso na vida dos seres humanos de todo o mundo" e decidiu-se designar como Dia Internacional da Amizade o 30 de julho, em concordância com a proposta original promovida pela Cruzada Mundial da Amizade. A iniciativa foi apresentada conjuntamente por 43 países (incluindo o Brasil e quase todos os países sul-americanos), e foi aceita unanimemente pela Assembleia Geral.

## Brasil
No Brasil, apesar de não ser instituído por lei, o dia do amigo é também comemorado popularmente em 18 de abril. No entanto, o país também vem adotando a data de 20 de julho, sendo inclusive instituída oficialmente em alguns estados e municípios.